# Система права

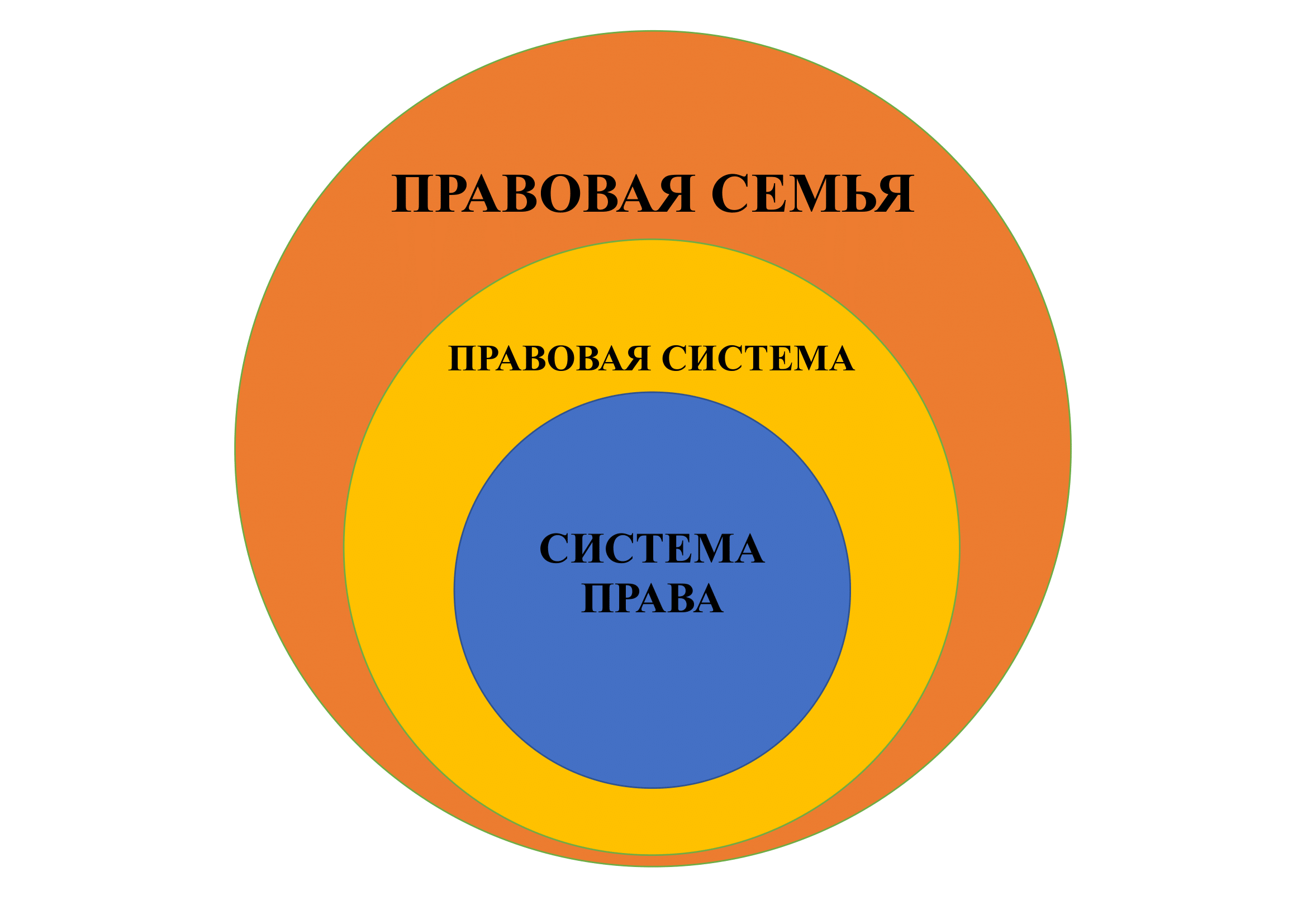
Соотношение правовой семьи, правовой системы и системы права

Система права — это внутреннее строение структурных элементов права.

## Система права
Включает в себя пять основных компонентов: нормы права, институты права, отрасли права, субинституты и подотрасли.
Отрасль права является самым крупным элементом в системе права. Её образует совокупность норм права, регулирующих качественно однородную группу общественных отношений своеобразием предмета и метода правового регулирования. Если правовой институт регулирует вид общественных отношений, то отрасль — род общественных отношений.
Таким образом, для деления права на отрасли используются главным образом два критерия — предмет и метод правового регулирования. По этим критериям и отличают одну отрасль права от другой.
Правовой институт представляет собой обособленную группу юридических норм, регулирующих качественно однородные общественные отношения внутри одной отрасли права или на их стыке.
Несколько близких по характеру регулирования правовых институтов образуют подотрасль права. Например, в составе гражданского права выделяют авторское, жилищное, патентное право, в составе финансового права выделяется подотрасль налогового права.
Предметом правового регулирования принято считать общественные отношения, регулируемые данной совокупностью норм права. Каждой отрасли соответствует свой предмет регулирования, иначе говоря, каждая отрасль отличается предметным своеобразием, спецификой регулируемых общественных отношений. Предмет регулирования складывается объективно и не зависит от усмотрения законодателя. Не любые общественные отношения могут выступать предметом правового регулирования. Необходимо, чтобы эти отношения отличались, во-первых, устойчивостью и повторяемостью; во-вторых, заинтересованностью общества и государства в том, чтобы эти отношения существовали именно в правовой форме и подлежали правовой защите со стороны государства; в-третьих, способностью к внешнему контролю, например, со стороны судебных, административных органов. Так, внутренние семейные отношения, как правило, не поддаются внешнему контролю, поэтому их трудно урегулировать нормами права.
Метод правового регулирования — это обусловленный предметом способ воздействия права на общественные отношения.
Методы правового регулирования характеризуются тремя обстоятельствами:
а) порядком установления субъективных прав и обязанностей субъектов общественных отношений;
б) средствами их обеспечения (санкциями);
в) степенью самостоятельности (усмотрения) действий субъектов.
В соответствии с этими критериями в юридической науке выделяют два главных метода правового регулирования: императивный и диспозитивный.
Императивный метод (его еще называют авторитарным, властным) основан на подчиненности, субординации участников общественных отношений. Этим методом жестко регулируется поведение (действия) субъектов, они, как правило, ставятся в неравное положение, например, — гражданин и административный орган. Этот метод характерен для уголовного, административного, налогового права.
Диспозитивный метод (автономный), устанавливая права и обязанности субъектов, одновременно предоставляет им возможность выбрать вариант поведения или дополнительно своим соглашением урегулировать свои взаимоотношения. Этот метод присущ гражданскому, семейному, трудовому праву.
Среди отраслей права выделяют и комплексные отрасли, которые для регулирования общественных отношений используют комбинирование различных методов и имеют сложный, многоаспектный предмет регулирования. Например, к комплексным отраслям относят в настоящее время аграрное право. В его предмет включаются земельные, имущественные, трудовые, а также организационно-управленческие отношения в сфере сельскохозяйственной деятельности. А поскольку предмет включает разнородные общественные отношения, то в этой отрасли применяется как императивный, так и диспозитивный методы, а также дополнительный метод — координации в организационно-управленческих отношениях.

## Классификации системы права

### Отрасли материального и процессуального права
В системе права выделяют также отрасли материального и процессуального права. Отрасли материального права оказывают непосредственное воздействие на общественные отношения. Большинство отраслей относится к категории материального права (уголовное, государственное, предпринимательское, семейное, трудовое, и др.). Процессуальное право регулирует порядок, процедуру осуществления прав и обязанностей сторон. В настоящее время выделяют уголовно-процессуальное, гражданское процессуальное право, арбитражный процесс. Процессуальные нормы существуют практически в любой отрасли, но не все из них выделяются в самостоятельную отрасль. Ближе всего к выделению — нормы административного процесса. Обе системы отраслей тесно связаны, хотя процессуальное обслуживает материальное право.

### Частное и публичное право
Система права включает в себя отрасли публичного и частного права. Со времени действия римского права было принято относить к отраслям публичного права те из них, где присутствуют интересы государства, а к частному — отрасли, где господствуют интересы частных лиц, граждан, отдельной личности, объединений людей. К отраслям публичного права относят государственное, административное, финансовое, уголовное и др., а к частному праву — гражданское, семейное, торговое, трудовое. Частное право призвано обслуживать потребности людей, вытекающие из имущественных и личных не имущественных отношений.

### Внутригосударственное право и международное право
Наконец, выделяют внутригосударственное (или национальное) право и международное право.
К национальному праву принято относить совокупный массив отраслей, регулирующие отношения внутри данного государства и отличаются своеобразием национальных, исторических, культурных особенностей конкретного народа. Международное же право концентрирует совокупный опыт человеческой цивилизации и является результатом согласования воли субъектов международного общения  образом — государств. В Конституции РФ провозглашено, что общепризнанные принципы и нормы международного права и международные договоры Российской Федерации являются составной частью её правовой системы. Это означает, что международное право служит ориентиром внутригосударственного законодательства и правоприменительной практики. Кроме того, нормы международного права непосредственно применяются во внутригосударственных отношениях.
Конституция РФ отказалась от приоритета норм международного права перед внутригосударственным правом из-за санкций. Теперь Россия опирается только на внутригосударственное право.